# Корф Микола Олександрович

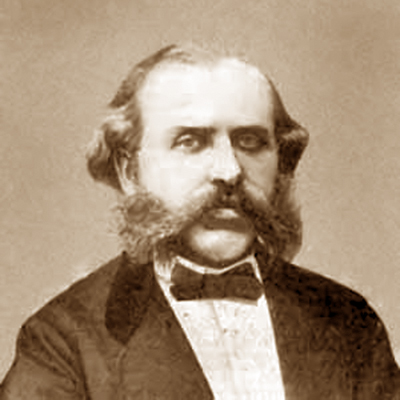
Корф Микола Олександрович

Микола Олександрович Корф (2(14) липня 1834, Харків — 13 листопада 1883) — педагог і просвітник, земський діяч, почесний член Женевської Академії наук, почесний член Петербурзького педагогічного товариства, а також Московського комітету писемності та Московського університету, землевласник Катеринославської губернії. Палко обстоював право українських дітей на навчання рідною мовою в початковій школі.

## Біографія
Микола Олександрович Корф народився 2(14) липня 1834 р. у Харкові в родині німця й українки. Перші роки дитинства та життя і діяльність пов'язані з родовим маєтком у с. Нескучне Олександрівського повіту Катеринославської губернії (нині Великоновосілківського району Донецької області, Україна).
М. О. Корф належав до знатного роду баронів Корфів, що походив із Вестфалії (Західна Німеччина). Представники цього роду були на російській службі з XVII ст. Наш М. О. Корф належав до тієї гілки цього роду, до якої належав Йоган-Альбрехт Корф, який був президентом Російської академії наук (1734—1740), а також граф Модест Андрійович Корф — державний діяч, історик, директор С.-Петербурзької публічної бібліотеки (1849—1861).
Після ранньої смерті батьків Микола Олександрович жив у родичів, навчався у різних навчальних закладах, а закінчував свою освіту у престижному Олександрівському ліцеї Санкт-Петербурга, де раніше навчався разом з Олександром Пушкіним його дядько, вже згадуваний барон, згодом граф Модест Корф. Характеризуючи здібності свого племінника, Модест Корф якось висловив таку думку: «…ось це людина з нашої сім'ї, яка писатиме».
Микола Корф став не тільки талановитим публіцистом і письменником з педагогічної тематики, а й активним земським діячем та плідним практиком на тогочасній ниві народної просвіти. Входячи у 1866-72 до складу земської училищної ради Олександрівського (колишній Олександрівськ — нині м. Запоріжжя) повіту, він наполегливо займався створенням початкових шкіл і відкрив їх понад сорок у селах Катеринославщини. Це був новий тип сільської школи для народу, як її називали — «корфовська тризимка». У цих школах з трирічним терміном навчання уроки давалися одним вчителем зразу у трьох класах.
Для таких шкіл Микола Корф розробив плани занять, навчальні підручники, методичні посібники для вчителів. У своєму домі в Нескучному він проводив перші вчительські з'їзди, а деякі молоді люди тут навчалися під його керівництвом і готували себе до самостійної роботи вчителями у сільській школі. Підбиваючи підсумки своєї праці, барон Микола Корф надрукував декілька звітів як член Олександрівської повітової училищної ради. Через велику практичну цінність цих звітів вони дуже швидко розходилися по багатьох губерніях колишньої Російської імперії.
17 липня 1882 р. у с. Нескучне М. О. Корф закінчив свої спогади «Из пережитого». Підсумовуючи своє життя, відзначав: «Многое пережито…И все это пережито мною в провинции, в глуши доставшегося мне от матушки села в Новороссии, в котором я прожил безвыездно 13 лет при непрерывном общении со столицами и при переписке с 250 корреспондентами от Колы до Кутаиса, от Варшавы до Омска…» Допомагав він не тільки своїми творами, відповідями на численні листи, але й практичними діями. Серед земських діячів був прикладом доброчинності, безкорисливого вкладання, у тому числі і особистих, коштів у розвиток народної школи.
Така наполеглива демократична і безкорислива діяльність Миколи Корфа викликала вороже ставлення до нього з боку реакціонерів поміж місцевих землевласників і серед владного чиновництва. У 1872 р. його було забалотовано на земських виборах і він мусив виїхати з улюбленого села в еміграцію до Швейцарії. Живучи там до 1880 р., він не поривав зв'язків з Батьківщиною і продовжував свою педагогічну діяльність. І його не забували на Батьківщині, бо педагогічні твори Миколи Корфа «Русская начальная школа», «Руководство к обучению грамоте по звуковому способу», «Наше школьное дело» перевидавались і були потрібні багатьом. А його книжка «Наш друг» (книга для читання у школі і вдома) була однією з найкращих для народної школи і ще за життя автора витримала 12 перевидань. Не забували й про те, як він створював у Олександрівському та Маріупольському повітах перші сільські бібліотеки при школах, якими користувались і діти, і дорослі селяни. Також Микола Корф був серед перших у Росії, хто почав вивчати читацькі інтереси народу. У 1883 р. він надрукував типовий «Каталог народної бібліотеки», яким користувались ті земства, які у себе відкривали народні бібліотеки-читальні. Послідовно обстоював право українських дітей на навчання в початковій школі рідною їм і відтак зрозумілою українською мовою.
Після повернення Миколи Корфа з родиною у 1880 р. до своєї нескучненської садиби він продовжив педагогічну працю і активно пропагував відкриття недільних повторювальних шкіл. У ці останні роки короткого життя йому довелося пережити ще одне переслідування, збуджене проти нього реакційними колами у пресі. Це було пов'язано з тим, що московська міська управа запросила його балотуватися на вакантну посаду завідувача місцевих народних училищ.
Пережиті нервові потрясіння дуже підірвали здоров'я Миколи Корфа. Автор його найдокладнішої біографії — Матвій Пісковський писав: «13 ноября 1883 г. он умер в Харькове на руках любимой супруги от „окончательного истощения жизненных сил“, как определили врачи…»
Заслуги Миколи Корфа були відзначені ще за життя. У 1870 р. його обрано почесним членом Петербурзького педагогічного товариства, а 1871 року — Московського комітету письменності та Московського університету. У 1873 р. Петербурзький комітет письменності нагородив його золотою медаллю. А під час вимушеного перебування у Швейцарії він обирається почесним членом Женевської Академії наук.
Про славні справи Миколи Корфа свідчать не тільки його педагогічні праці, а й нескучненський лісопарк серед степу, що насадили під його керівництвом місцеві селяни на березі річки Мокрі Яли (неподалік грецькогго села Великий Янісоль — нині Велика Новосілка). Тут, у лісопарку розташована садиба Корфа. На в'їзді до садиби стоїть будинок колишньої школи, побудованої за рішенням земства як школи «памяти ревнителя народного образования барона Н. А. Корфа» у 1895 р. за участю сім'ї видатного театрального діяча, зятя М. О. Корфа, Володимира Івановича Немировича-Данченка. І ця садиба протягом тридцяти років була пов'язана з творчою працею одного із засновників славнозвісного Московського художнього академічного театру.
Справу барона Корфа по розбудові земської школи в Олександрівському повіті продовжили його однодумці земські діячі Іван Василенко (1854—1892) та Яків Новицький (1847—1925).

## Вшанування пам'яті
Про плідну і самовіддану педагогічну діяльність М. О. Корфа написані статті у багатьох академічних виданнях, починаючи зі словника Брокгауза-Єфрона.
Але у нашому краї ім'я цієї людини дуже довго замовчувалося радянською владою. І лише після 1980-х років сталися деякі поліпшення.
У 1984 р. у с. Нескучному відбулася обласна наукова конференція, присвячена 150-річчю з дня народження М. О. Корфа.
У 1994 р. науково-практичну конференцію підготував Донецький обласний краєзнавчий музей. Про діяльність М. О. Корфа говориться у посібнику «Історія рідного краю», що побачив світ у 1998 р.
Садибу М. О. Корфа — Володимира Івановича Немировича-Данченка у с. Нескучне занесено у 1992 р. до «Державного реєстру національного культурного надбання України». І вона зберігається як «Пам'ятка історії та культури».
З цього ж року тут діє меморіальний музей В. І. Немировича-Данченка як відділ Донецького обласного краєзнавчого музею (нині у Краматорську). У постійній експозиції музею представлені численні документи та речі, що розповідають про життя та самовіддану педагогічну і просвітницьку діяльність Миколи Олександровича Корфа. Багато людей відвідують цей музей-садиба, який має свою неповторну ауру.
На жаль, садиба не має своєї узаконеної … території, бо навколо знаходиться побудований у радянський час піонерський табір, і це найболючіше нині питання — як владі розвести музей і дитячий табір, котрі співіснують немов сусіди в комунальній квартирі. Хотілося б, щоб заплановані державною владою заходи по розвитку культури працювали на користь справі музею та збереженню цієї унікальної пам'ятки на Донеччині.

## Праці
- 1. Корф Н. А. Быть или не быть Закону Божию в народной школе // Земство. — 1882. — № 9. — С.3-6.
- 2. Корф Н. А. Земский вопрос (о народном образовании). — СПб, 1867. — 64 с.
- 3. Корф Н. А. Из пережитого. Записки барона Н. А. Корфа // Русская старина. — 1884. — Т.41 (март). — С.545-574.
- 4. Корф Н. А. Из пережитого. Записки барона Н. А. Корфа // Русская старина. — 1884. — Т.42 (апрель). С.131-138.
- 5. Корф Н. А. Из пережитого. Записки барона Н. А. Корфа // Русская старина. — 1884. — Т.43 (май). — С.375-388.
- 6. Корф Н. А. Итоги общественной деятельности на пользу народного образования в России // Вестник Европы. — 1876. — Июнь. — С.903-907.
- 7. Корф Н. А. Наши педагогические вопросы. — М., 1882. — 402 с.